# Massacre de Santa Cruz
Le massacre de Santa Cruz (aussi connu sous le nom de massacre du Dili), est un évènement survenu dans le cimetière Santa Cruz dans la capitale de ce qui deviendra le Timor oriental, alors sous occupation indonésienne, d'au moins 250 militants timorais pro-indépendance le 12 novembre 1991. Le massacre fait partie des actes du génocide au Timor oriental (en).
Un autre massacre de Santa Cruz (en) reprenant ce nom et est survenu à Victoria au Salvador en novembre 1981.

## Prémisse
En octobre 1991, une délégation composée de membres de l'Assemblée de la République du Portugal et de douze journalistes planifie se rendre dans la province indonésienne de Timor Timur lors d'une visite rapporteur spécial Pieter Kooijmans des Nations unies chargé de se pencher sur les droits de l'homme. Le gouvernement indonésien (en) (Orde Baru) s'oppose alors à l'inclusion du journaliste australien Jill Jolliffe qui est soupçonné d'être un sympathisant du mouvement indépendantiste Fretilin,,. Subséquemment, le Portugal annule l'envoi de la délégation, ce qui sape le moral des militants pour l'indépendance qui espéraient que celle-ci permette d'obtenir une vue de l'international sur leur cause. Ce faisant, la tension augmente alors entre les autorités indonésiennes et les jeunes timorais. Le 28 octobre, les troupes indonésiennes localisent un groupe de résistants dans l'église Motael et une confrontation débute entre les protagonistes pro-intégration et pro-indépendance, conduisant au décès d'un membre dans chaque camp. Sebastião Gomes, un indépendantiste, est capturé par les troupes indonésiennes et rapidement exécuté tandis qu'un militant pro-intégration, Afonso Henriques, est battu et tué durant les combats.
Des étrangers, incluant les journalistes indépendants américains Amy Goodman et Allan Nairn (en), ainsi que le caméraman britannique Max Stahl (en), étaient présent au Timor afin d'observer la délégation portugaise. Ceux-ci assistent au service funèbre de Gomes le 12 novembre qui voit le défilement de milliers d'hommes, de femmes et d'enfants qui marchent de l'église Motael jusqu'au cimetière de Santa Cruz. Sur la route, plusieurs personnes brandissent des drapeaux est-timorais. La manifestation est bruyante mais l'ordre est maintenu par les organisateurs,. Il s'agissait alors de la plus importante et visible démonstration contre l'occupation indonésienne depuis 1975.

## Le massacre
Durant la brève confrontation entre les forces indonésiennes et les protestataires, plusieurs d'entre eux sont tabassés, ainsi que le major Geerhan Lantara. Stahl insiste pour dire que Lantara avait commencé à attaquer un groupe incluant une fille tenant un drapeau timorais. L'activiste Constâncio Pinto du FRETILIN rapporte également avoir été témoin d'affrontements déclenchés par des soldats et policiers indonésiens,. Lorsque la procession entre dans le cimetière, plusieurs individus continuent la protestation et simultanément, environ 200 soldats indonésiens arrivent avec des armes au poing. Dans le cimetière, les troupes ouvrent le feu sur la centaine de civils désarmés. Au moins 250 timorais sont tués durant ce massacre. Kamal Bamadhaj (en), un étudiant néo-zélandais de sciences politiques et activiste des droits humains en Australie, trouve la mort dans la tuerie.
Le massacre est rapporté par les journalistes américains Goodman et Nairn, ainsi qu'enregistré par Stahl qui filme en secret pour la Yorkshire Television. Pendant que Stahl filme, les journalistes tentent de protéger des civils en servant comme bouclier humain. Néanmoins, les soldats commencent à battre Goodman et lorsque Nairn tente de se protéger, elle est rouée de coups ce qui lui fracture le crâne,. Par la suite, l'équipe de tournage parvient à envoyer clandestinement la vidéo en Australie. Les vidéos sont remises à la journaliste néerlandaise Saskia Kouwenberg afin d'éviter d'être interceptées et saisies par les autorités australiennes, car l'équipe de tournage a du se soumettre à une fouille à nu lors de leur arrivée à Darwin en raison de leur provenance d'Indonésie. Ses prises de vue seront finalement utilisées dans le documentaire In Cold Blood: The Massacre of East Timor diffusées lors de l'émission First Tuesday (en) sur la chaîne ITV en janvier 1992. Les vidéos combinées aux témoignages de Nairn et Goodman causent une indignation planétaire. L'émission télévisée In Cold Blood: The Massacre of East Timor remporte par la suite le prix médiatique d'Amnesty International UK en 1992,.
Rapidement, les autorités indonésiennes insistent sur le fait que les réactions spontanées de violence des protestataires étaient incompréhensibles. Les opposants ont par la suite rappelé des évènements déjà documentés de violence de masse commise à Quelicai, Lacluta et Kraras. Try Sutrisno, commandant-en-chef de l'Armée indonésienne, mentionne deux jours plus tard: « L'armée ne peut être sous-estimée. Finalement, nous avons dû leur tirer dessus. Les délinquants comme ces agitateurs doivent être fusillés, et ils le seront ».

## Conséquences

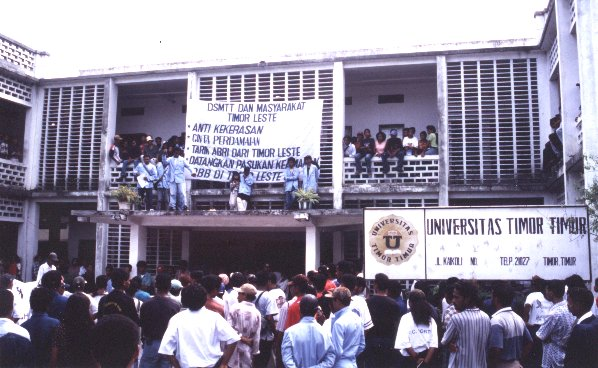
Étudiants de l'université de Dili manifestant en 1998 en mémoire du massacre

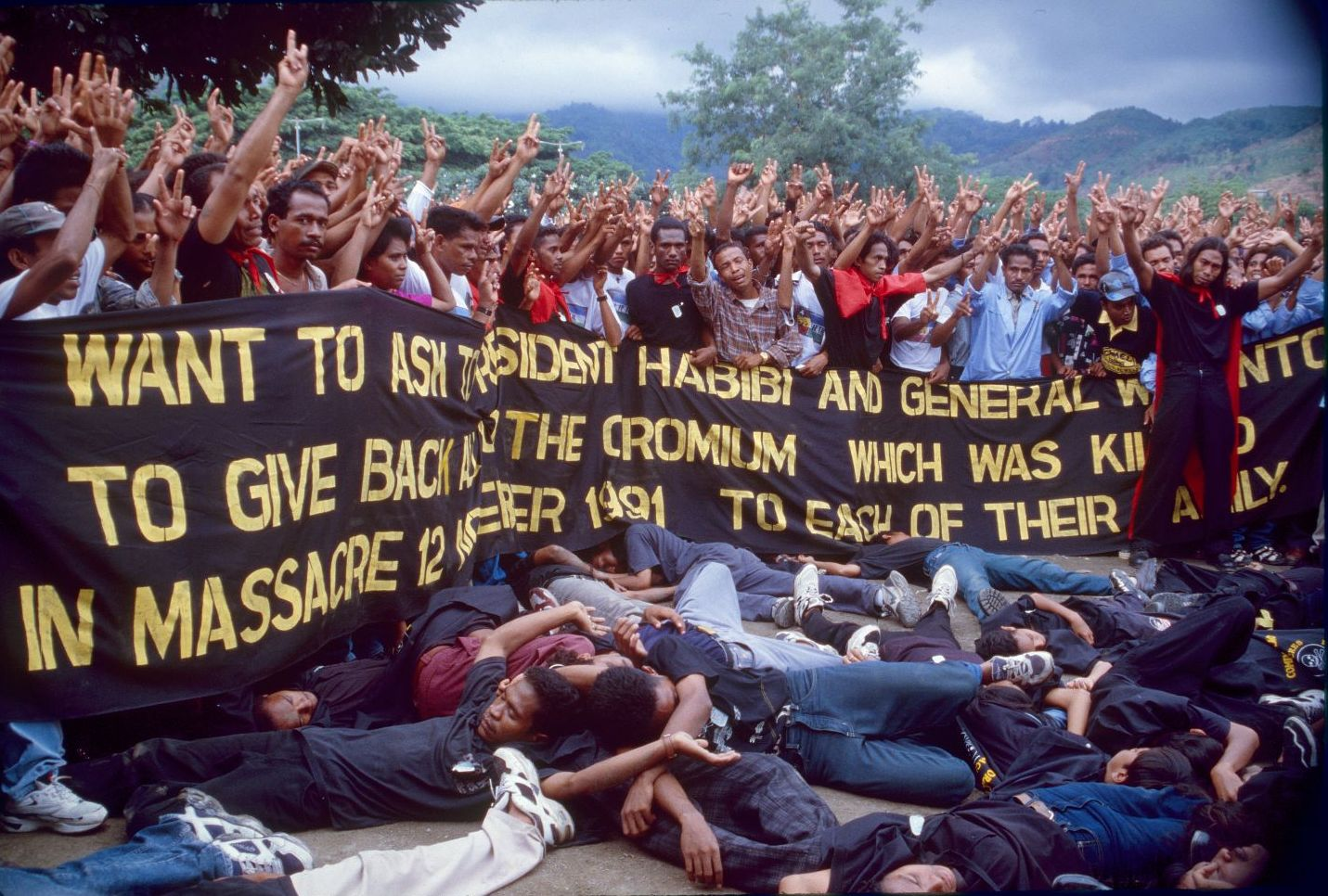
Une reconstitution du massacre de Santa Cruz en novembre 1998.

En réponse au massacre, des activistes à travers le monde commencent à s'organiser autour d'un sentiment de solidarité pour les Timorais. Bien que de petits groupes travaillaient déjà pour le droit à l'autodétermination depuis le début de l'occupation, ces groupes intensifièrent leurs activités face à la consternation liée au massacre de 1991. TAPOL, une organisation britannique créée en 1973 pour défendre la démocratie en Indonésie, augmente ensuite ses actions au Timor-Oriental. Aux États-Unis, le East Timor Action Network  est fondé et développe rapidement des chapitres dans une dizaine de villes. D'autres groupes de solidarité sont également apparus au Portugal, en Australie, au Japon, en Allemagne, en Malaisie, en Irlande et au Brésil.
Les images filmées du massacre ont fait l'objet d'une diffusion planétaire. Cette couverture médiatique a mis en lumière la difficulté pour l'Orde Baru de contrôler les informations entrantes et sortantes du pays dans le contexte post-guerre froide des années 1990. Des copies non censurées des images du massacre sont réintroduites en Indonésie afin que la population soit témoin des exactions commises par leur gouvernement. Des étudiants pro-démocratie et des magazines ont entamé des dialogues critiques entre autres sur la question du Timor oriental, mais également à propos du gouvernement et sur l'avenir de l'Indonésie,,.
Le Congrès des États-Unis vote ensuite une coupe des fonds pour IMET (en), un fond remis à l'armée indonésienne pour des formations sur la maniement d'armes américaines. Le président Bill Clinton rompt également les liens militaires de l'armée américaine avec l'armée indonésienne en 1999. Cependant, dès 2005, les Américains reprennent les exercices de coopération et, en 2012, le président Barack Obama augmente les dépenses militaires d'aide de 1,56 milliards de dollars et la reprise des entraînements militaires conjoints,,.
Le massacre presse également le gouvernement portugais dans sa campagne diplomatique. Parmi leurs actions, les Portugais tentent sans succès de convaincre les autres membres de l'Union européenne à inclure la question timoraise dans leurs échanges avec les l'Indonésie. Toutefois, des pays comme le Royaume-Uni n'était pas enclins à contrarier le gouvernement indonésien avec ce dossier. Pour les Britanniques, le risque était de ternir les relations commerciales importantes entre les deux pays entre autres en matière de vente d'armes.
En Australie, le gouvernement fédéral était critiqué en raison de sa reconnaissance de la souveraineté de Jakarta sur le Timor oriental. Le gouvernement qui maintenait des opérations militaires conjointes au moment du massacre, les coupe temporairement en 1999 à la suite des évènements violents suivant le référendum sur l'indépendance. Le ministre australien des Affaires étrangères, Gareth Evans, décrit les massacres comme «une aberration» et non un «acte politique d'État».
Le massacre de Santa Cruz est un jour férié commémoré le 12 novembre au Timor oriental comme l'un des jours les plus sanglant de l'histoire du pays et comme marquant un tournant dans le regard de la communauté internationale sur la question timoraise.